# Littérature cachoube

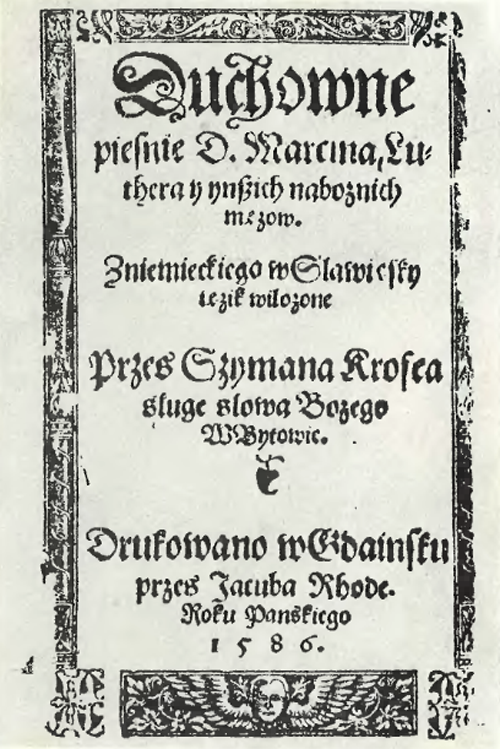
Premier texte cachoube imprimé, 1586

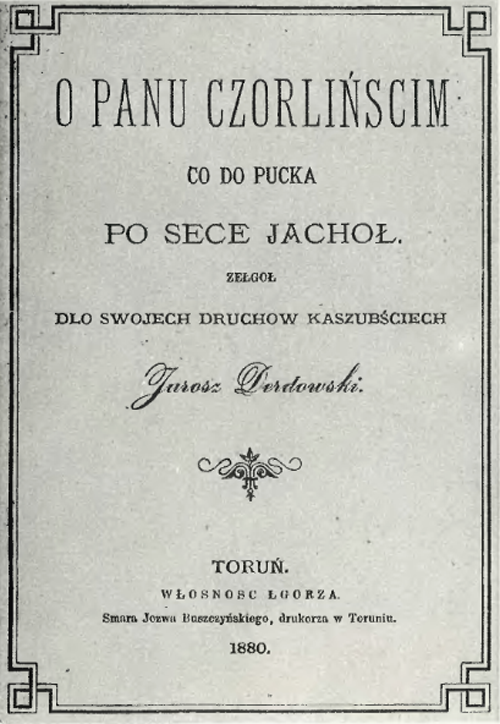
Hieronim Derdowski, O Panu Czorlińścim co do Pucka po sece jachoł (1880), épopée satirique

La littérature cachoube désigne l'ensemble des productions littéraires en langue cachoube, principalement dans la région historique de Cachoubie (Pologne, entre Poméranie et Prusse).

## Histoire
Le littérature cachoube est visible en Pologne dès 1586 avec Duchowne piesnie D. Marciná Lutherá y ynßich naboznich męzow. Zniemieckiego w Slawięsky ięzik wilozone Przes Szymana Krofea, sluge slova Bozego w Bytowie, traduction de chants luthériens par le révérend Szimón Krofey (en) (1545-1590).
Elle réapparaît pendant la seconde moitié du XIXe siècle avec Florian Cejnowa (1817-1881) qui utilise le dialecte de Sławoszyno de la région de Puck et Hieronim Derdowski (pl) (1852-1902) qui utilise le dialecte de Wiele du district de Chojnice. Ce dernier enrichit la littérature cachoube surtout en poésie.
Aleksander Majkowski 1876-1938) emploie le dialecte de Koscierzyna-Lipusz, district d’où il était originaire. Son plus grand mérite est la création en 1908 de Gryf, le périodique cachoube. Il a également écrit le seul roman cachoube d’avant-guerre, Żëcé i przigodë Remusa. Zvjercadło kaszubskji (1938, Le Colporteur aux étoiles : La vie et les aventures de Remus).
Au cours de la dernière décennie, environ deux cents livres ont été publiés en cachoube dont des traductions d’œuvres internationales. Des anthologies et des compendiums ont été rédigés par Neureiter 1973, Drzeżdżon 1986 et Neureiter 1991.
En 1907, Izydor Gulgowski (pl) (1874-1925) et Friedrich Lorentz fondent l’Association pour les traditions populaires cachoubes à Kartuzy.
Izydor Gulgowski fonde le musée-parc ethnographique des Cachoubes (Kaszubski Park Etnograficzny) dans le village de Wdzydze Kiszewskie dans le district de Chojnice. C’est le plus ancien musée à ciel ouvert en Pologne, qui a exercé et exerce encore une influence importante sur et pour la vie culturelle et les traditions de la Cachoubie.